# Богуславский, Александр Андреевич
Александр Андреевич Богусла́вский (Богословский) (1771—1831) — генерал-лейтенант, главный начальник Уральских горных заводов.

## Биография
Александр Богуславский родился в 1771 году. Происходя из малороссийского шляхетства Полтавской губернии.
Богуславский получил образование в Артиллерийском и инженерном шляхетском кадетском корпусе, откуда был выпущен 28 декабря 1789 года штык-юнкером в Бомбардирский полк и, начиная с 1791 года, в продолжение 25 лет, за немногими перерывами, принимал участие в военных действиях русской армии.
В 1791 году, участвуя в войне России с Турцией, Богуславский находился в сражении при Мачине за Дунаем и за отличие был произведен в подпоручики. В 1792 году он сражался в Польше при местечке Дубенке и в 1794 году против Костюшко.
Произведённый в 1797 году в поручики, Богуславский находился в батальоне генерал-поручика Нилуса, в котором последовательно получил и дальнейшие чины. Продолжая затем службу в 8-м артиллерийском батальоне, в 4-м артиллерийском полку и 12-й артиллерийской бригаде, Богуславский участвовал в войне 1805 года в Австрии и был ранен в ногу в сражении при Аустерлице, за отличие произведён в майоры.
В 1807 году он отправился на театр русско-турецкой войны и за отличие в жарком деле у селения Одайва получил орден св. Владимира 4-й степени с бантом. Произведённый в 1807 году в подполковники, Богуславский в 1808 году был назначен командиром 11-й артиллерийской бригады. С ней он участвовал в сражении при деревне Фрасине и в бомбардировании Туртукайского укрепления. Выдающиеся боевые заслуги доставили ему орден св. Анны 3-й степени.
Кампания 1810 года снова привлекла Богуславского в ряды действующей армии. Он находился в корпусе генерал-лейтенанта Засса, который 19 мая переправился через Дунай и овладел Туртукаем. За это славное дело Богуславскому было объявлено Высочайшее благоволение. При осаде Рущука Богуславский был ранен в руку во время вылазки, сделанной турками. За отличную храбрость, оказанную в кампанию 1810 года, ему 6 марта 1811 года был пожалован орден св. Георгия 4-й степени (№ 998 по кавалерскому списку Судравского и № 2291 по списку Григоровича — Степанова)
В воздаяние отличнаго мужества и ревности к службе, явленных в нынешнюю кампанию против турок под крепостию Рущуком, где, командуя батареей, сбил неприятельский бастион, противулежавший его батарее, производил частые в городе пожары, а в сражении 2 июля, при вылазке из упомянутой крепости, жестокими и цельными выстрелами поражая стремившегося на батарею и траншею неприятеля, весьма много содействовал к обращению онаго, при каковом случае ранен в руку пулею на вылет.
11 мая 1811 года Богуславский был произведён в полковники и продолжал командовать 11-й артиллерийской бригадой и после переформирования её во 2-ю артиллерийскую бригаду.
В Отечественную войну 1812 года Богуславский находился в действующей армии. Защита Смоленска, Бородинское сражение, отступление за Москву, сражения при Тарутине, Малоярославце, под Красным, дальнейшее преследование неприятеля — вот военные действия, ближайшим участником которых был Богуславский, причём за отличие при Бородино ему было пожаловано золотое оружие с надписью «За храбрость», а за сражение при Малоярославце награждён орденом св. Владимира 3-й степени.
С 1813 по 1815 год Богуславский находился в рядах армии, действовавшей в герцогстве Варшавском и Пруссии, был комендантом крепости Замостье. За боевые труды и отличия он получил орден св. Анны 2-й степени с бриллиантами.
За отличие на смотре русской армии, состоявшемся 30 августа 1815 года в Вертю, Богуславский 19 ноября того же года был произведён в чин генерал-майора и затем назначен на должность начальника артиллерии 5-го пехотного корпуса, а 20 мая 1826 года — начальника артиллерийских гарнизонов Дунайского округа. За это время ему трижды было объявлено «Высочайшее благоволение за отличную исправность вверенной ему части» и пожалована (в 1821 году) в аренду мыза Иостан (Добленский уезд) в Курляндской губернии.
21 апреля 1827 года состоялось назначение Богуславского на должность главного начальника Уральских горных заводов. В 1828 году ему был пожалован орден св. Анны 1-й степени, а 6 декабря 1829 года (по другим данным — 14 апреля 1829 года) за мероприятия по улучшению выпуска орудий и боеприпасов Богуславский был произведен в генерал-лейтенанты, с оставлением в занимаемой им должности.
Умер 28 июля 1831 года в Перми (по другим данным умер 4 июня и из списков исключён 28 июля). Похоронен на Архиерейском кладбище.